# 광주전남지방병무청
광주·전남지방병무청(光州全南地方兵務廳, Gwangju Jeonnam Regional Military Manpower Administration)은 광주광역시와 전라남도 지역의 징집·소집 그 밖에 병무 행정에 관한 사무를 관장하는 대한민국 병무청의 소속기관이다. 1998년 2월 28일 발족하였으며, 광주광역시 동구 양림로119번길 8에 위치하고 있다. 청장은 고위공무원단 나등급에 속하는 일반직공무원으로 보한다.

## 연혁
- 1949년 9월: 육군본부 예하 전라남도 병사구사령부로 발족.
- 1962년 10월 31일: 국방부 소속 전라남도병무청으로 개편.[2]
- 1970년 8월 20일: 병무청 소속 전라남도지방병무청으로 개편.[3]
- 1981년 11월 2일: 광주지방병무청으로 개편. 전주·제주병무지청을 소속기관으로 편입.[4]
- 1984년 12월 10일: 전주·제주병무지청을 전주·제주지방병무청으로 승격시켜 분리.[5]
- 1998년 2월 28일: 광주·전남지방병무청으로 개편.[6]

## 관할구역
- 광주광역시 일원
- 전라남도 일원

## 조직

### 청장
- 병역판정관실[7]
- 운영지원과[8]
- 병역판정검사과[9]
- 현역입영과[10]
- 동원관리과[10]
- 사회복무과[10]
- 복무관리과[10]
- 고객지원과[11]